# Hypericum baccharoides
Hypericum baccharoides är en johannesörtsväxtart som beskrevs av José Cuatrecasas. Hypericum baccharoides ingår i släktet johannesörter, och familjen johannesörtsväxter. Inga underarter finns listade i Catalogue of Life.